# 社会イノベーション研究科
社会イノベーション研究科（しゃかいイノベーションがくけんきゅうか）は大学院の研究科の1つ。
設置されている大学院は現在のところ成城大学大学院のみであるが、類似の研究科も存在する。

## 社会イノベーション研究科をもつ日本の大学院
- 成城大学大学院社会イノベーション研究科

## 社会イノベーションの関連研究科・専攻・コースをもつ日本の大学
- 城西大学大学院経営学研究科　ビジネス・イノベーション専攻
- 三重大学大学院地域イノベーション学研究科
- 東京農工大学大学院グローバルイノベーション研究院
- 同志社大学大学院総合政策科学研究科総合政策科学専攻 ソーシャル・イノベーションコース
- 静岡県立大学大学院経営情報イノベーション研究科
- 一橋大学大学院 経営管理研究科博士後期課程イノベーション・マネジメントプログラム
- 長野県立大学大学院ソーシャル・イノベーション研究科（専門職）
- 慶應義塾大学SFC研究所 社会イノベーション・ラボ
- 横浜国立大学大学院都市イノベーション学府・研究院　都市イノベーション専攻